# Ottorino Rizzi
Ottorino Rizzi (Cremona, 22 novembre 1904 – Roma, 6 febbraio 1952) è stato un politico, partigiano e avvocato italiano.
Di professione avvocato e iscritto alla Democrazia Cristiana, combatté come partigiano durante la Resistenza e partecipò alla formazione del Comitato di liberazione nazionale di Cremona. Dopo la guerra venne nominato segretario provinciale della DC e nel febbraio 1948 fu eletto sindaco di Cremona. Morì improvvisamente il 6 febbraio 1952 mentre si trovava a Roma per lavoro.